# Civry-en-Montagne
Civry-en-Montagne település Franciaországban, Côte-d’Or megyében. Lakosainak száma 129 fő (2022. január 1.). Civry-en-Montagne Grosbois-en-Montagne, Créancey, Pouilly-en-Auxois, Semarey, Aubigny-lès-Sombernon, Bellenot-sous-Pouilly és Martrois községekkel határos.

## Népesség
A település népességének változása:
| Lakosok száma | 79   | 68   | 76   | 92   | 115  | 124  | 129  | 123  | 124  | 129  |
|               | 1968 | 1982 | 1990 | 2006 | 2013 | 2015 | 2017 | 2019 | 2020 | 2022 |